# هيلين دارلينغ
هيلين دارلينغ (بالإنجليزية: Helen Darling)‏ مواليد 29 أغسطس 1978 في كولومبوس، هي لاعبة كرة سلة أمريكية بدأت مسيرتها الاحترافية في سنة 2000. تم اختيارها من قبل فريق كليفلاند روكرز خلال الدرافت وتحمل الرقم 30. يبلغ طولها 5 قدم 6 بوصة (1.7 م).

## المسيرة الاحترافية
لعبت مع كليفلاند روكرز من سنة 2000 إلى 2003، ثم لعبت مع مينيسوتا لينكس في سنة 2004، ثم لعبت مع شارلوت ستينغ في موسم 2005–2006، ثم لعبت مع سان أنطونيو ستارز من سنة 2007 إلى 2010.

## روابط خارجية
- هيلين دارلينغ على موقع الاتحاد الوطني لكرة السلة النسائية (الإنجليزية)
- هيلين دارلينغ على موقع كرة السلة الأوروبية.كوم (الإنجليزية)
- هيلين دارلينغ على موقع كلية كرة السلة في سبورتس رفرنس.كوم (الإنجليزية)
- هيلين دارلينغ على موقع بروبوليرز (الإنجليزية)
- هيلين دارلينغ على موقع سبورتس رفرنس (الإنجليزية)